# Joseph Quesnel
Louis-Joseph-Marie Quesnel (* 15. November 1746 in Saint-Malo; † 3. Juli 1809 in Montreal) war ein kanadischer Komponist, Dichter, Schriftsteller und Schauspieler.

## Leben und Wirken
Quesnel absolvierte das Collège Saint-Louis in seiner Heimatstadt und besuchte dann als Matrose auf einer dreijährigen Seereise Pondicherry in Indien, Madagaskar, Französisch-Guinea, Westindien und Brasilien. Danach ließ er sich als Geschäftspartner seines Onkels Louis-Auguste Quesnel in Bordeaux nieder.
1779 transportierte er als Kapitän eines Segelschiffes Munition und Waren für die Aufständischen nach Amerika. Vor Nova Scotia wurde er von den Briten aufgebracht und kam nach Halifax in Haft. Auf Intervention des Gouverneurs von Quebec, Frederick Haldimand, wurde er freigelassen und durfte sich in Kanada niederlassen.
Er heiratete in Montreal die Kanadierin Marie-Josephte Deslandes und betrieb einen Handel als Exporteur von Pelzen nach Frankreich und Importeur von Wein nach Kanada. Daneben betätigte er sich als Musiker und Dichter. Seine zwei „Prosakomödien mit Arietten gemischt“ Colas et Colinette und Lucas et Cécile gelten als die ersten in Kanada entstandenen Opernkompositionen. Er komponierte weiterhin Lieder, Duos, Quartette, Motetten und Sinfonien, die aber verloren gegangen sind. Weiterhin verfasste er mehrere Dramen und Gedichte. Einige seiner Gedichte wurden in Jules Fourniers Anthologie des poètes canadiens 1920 neu veröffentlicht.
Von seinen dreizehn Kindern wurden Frédéric-Auguste Quesnel als Politiker und Jules-Maurice Quesnel als Entdecker bekannt. Sein Enkel Charles-Joseph Coursol war Bürgermeister von Montreal.